# 2024年のソリダリティグランプリ
2024年のソリダリティグランプリ(2024 Solidarity motorcycle Grand Prix)、正式名称: Motul Solidarity Grand Prix of Barcelona)は、ロードレース世界選手権の2024年シーズン最終戦として、スペインのカタロニア・サーキットで開催された。